# Boxes/La La Love You
Boxes/La La Love You è un singolo del duo musicale italiano La Bionda, pubblicato nel 1981.

## Tracce
7" – BR 50246 (Italia)
- Lato A

1. Boxes – 3:50

- Lato B

1. La La Love You – 3:12

12" – BR 54008 (Italia)
- Lato A

1. Boxes – 7:04

- Lato B

1. La La Love You – 3:12

## Formazione
La Bionda
- Carmelo La Bionda – voce
- Michelangelo La Bionda – voce

Produzione
- La Bionda – produzione